# تسيزاري ميشتا
تسيزاري ميشتا هو لاعب كرة قدم بولندي يلعب كحارس مرمي مع نادي ليغيا وارسو.